# Campeonato Africano de Taekwondo de 2022
El XIII Campeonato Africano de Taekwondo se celebró en Kigali (Ruanda) en 2022 bajo la organización de la Unión Africana de Taekwondo.
En total se disputaron en este deporte dieciséis pruebas diferentes, ocho masculinas y ocho femeninas.

## Resultados

### Masculino
| Evento | Oro                           | Plata                               | Bronce                                                     |
| ------ | ----------------------------- | ----------------------------------- | ---------------------------------------------------------- |
| –54 kg | Mahamadou Amadou Níger        | Hamza El-Hacham Marruecos           | Baye Galass Ndiaye Senegal Oswaldo Ocira Uganda            |
| –58 kg | Mohamed Jalil Yendubi Túnez   | Omar Lakehal Marruecos              | Issa Diakité · Costa de Marfil · Mostafa Mansur · Egipto   |
| –63 kg | Abdelbaset Wasfi Marruecos    | Ahmed Nasar · Egipto                | Maman Mansour Chipkaou Níger Fares Buyemai Túnez           |
| –68 kg | Aaron Kobenan Costa de Marfil | Ibrahim Maiga Burkina Faso          | Faisal Saidi · Marruecos · Eyad Barakat · Egipto           |
| –74 kg | Firas Katusi Túnez            | Rami Isa · Egipto                   | Ayub El-Yaquini Marruecos Olusola Olowookere Nigeria       |
| –80 kg | Seif Isa · Egipto             | Faysal Sawadogo Burkina Faso        | Yusef Boatris Marruecos                                    |
| –87 kg | Ahmad Rawi · Egipto           | Cheick Sallah Cissé Costa de Marfil | Ali Yazbeck Coulibali Burkina Faso Sofian Elasbi Marruecos |
| +87 kg | Ayub Basel Marruecos          | Benjamin Okuomose Nigeria           | Anthony Obame Gabón Alasan Ann Gambia                      |

### Femenino
| Evento | Oro                              | Plata                                   | Bronce                                              |
| ------ | -------------------------------- | --------------------------------------- | --------------------------------------------------- |
| –46 kg | Sukaina Sahib Marruecos          | Zaraou Abdou Bilane Níger               | Aissata Siby · Mali · Habiba Ahmed · Egipto         |
| –49 kg | Nezha Elasal Marruecos           | Shahd Elhoseini · Egipto                | Karabo Kula Botsuana Sharon Wakoli Kenia            |
| –53 kg | Umaima El-Buchti Marruecos       | Uhud Ben Aun Túnez                      | Ndeye Maty Sarr · Senegal · Maram Ezat · Egipto     |
| –57 kg | Nada Laaraj Marruecos            | Ashrakat Sedik · Egipto                 | Marie Egagne Camerún Mariama Cissé Costa de Marfil  |
| –62 kg | Safia Salih Marruecos            | Koumba Ibo Costa de Marfil              | Yacine Diaw · Senegal · Nadin Mahmud · Egipto       |
| –67 kg | Ruth Gbagbi Costa de Marfil      | Aya Shehata · Egipto                    | Elizabeth Anyanacho Nigeria Adinette Umuhoza Ruanda |
| –73 kg | Maisun Tolba · Egipto            | Dunia Sabir Marruecos                   | Everlyn Aluoch Oloo Kenia Urgence Mouega Gabón      |
| +73 kg | Fatima-Ezahra Abufaras Marruecos | Aminata Charlene Traore Costa de Marfil | Carlota Munave Suazilandia Faith Ogallo Kenia       |

## Medallero
| Núm. | País            | Oro | Plata | Bronce | Total |
| ---- | --------------- | --- | ----- | ------ | ----- |
| 1    | Marruecos       | 8   | 3     | 4      | 15    |
| 2    | Egipto          | 3   | 5     | 5      | 13    |
| 3    | Costa de Marfil | 2   | 3     | 2      | 7     |
| 4    | Túnez           | 2   | 1     | 1      | 4     |
| 5    | Níger           | 1   | 1     | 1      | 3     |
| 6    | Burkina Faso    | 0   | 2     | 1      | 3     |
| 7    | Nigeria         | 0   | 1     | 2      | 3     |
| 8    | Kenia           | 0   | 0     | 3      | 3     |
| 8    | Senegal         | 0   | 0     | 3      | 3     |
| 10   | Gabón           | 0   | 0     | 2      | 2     |
| 11   | Botsuana        | 0   | 0     | 1      | 1     |
| 11   | Camerún         | 0   | 0     | 1      | 1     |
| 11   | Gambia          | 0   | 0     | 1      | 1     |
| 11   | Mali            | 0   | 0     | 1      | 1     |
| 11   | Ruanda          | 0   | 0     | 1      | 1     |
| 11   | Suazilandia     | 0   | 0     | 1      | 1     |
| 11   | Uganda          | 0   | 0     | 1      | 1     |
|      | TOTAL           | 16  | 16    | 31     | 63    |